# Vitória Margarida da Prússia
Vitória Margarida da Prússia (Vitória Margarida Isabel Maria Ulrica), (17 de abril de 1890 - 9 de setembro de 1923) foi um membro da Casa de Hohenzollern.

## Família
Vitória Margarida era a filha mais velha do príncipe Frederico Leopoldo da Prússia e da sua esposa, a princesa Luísa de Schleswig-Holstein. Os seus avós paternos eram o príncipe Frederico Carlos da Prússia e a princesa Maria Ana de Anhalt-Dessau. Os seus avós paternos eram o duque Frederico VIII de Schleswig-Holstein e a princesa Adelaide de Hohenlohe-Langenburg. As suas tias paternas eram as princesas Maria da Prússia, casada com o príncipe Henrique dos Países Baixos, Isabel Ana da Prússia, casada com o grão-duque Frederico Augusto II de Oldemburgo e Luísa Margarida da Prússia, casada com o príncipe Artur, duque de Connaught. Entre as suas tias maternas estava a princesa Augusta Vitória de Schleswig-Holstein, esposa do kaiser Guilherme II da Alemanha.

## Casamento e descendência

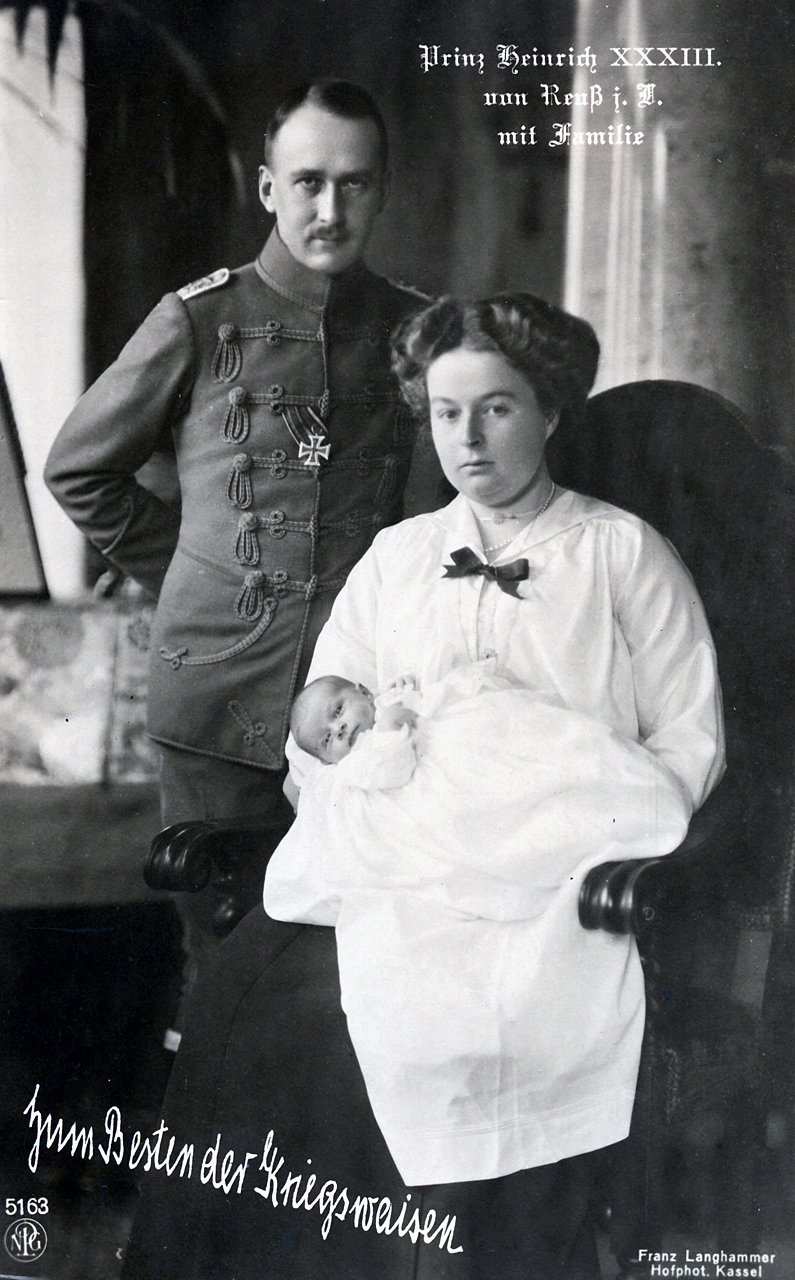
Vitória com o marido e a primeira filha.

No dia 17 de maio de 1913, Vitória Margarida casou-se com o príncipe Henrique XXXIII de Köstritz, membro de uma das casas reinantes mais antigas da Europa, neto do grão-duque Carlos Alexandre de Saxe-Weimar-Eisenach pelo lado da sua mãe, a princesa Maria Alexandrina de Saxe-Weimar-Eisenach. Vitória foi levada ao altar pelo seu tio, o kaiser Guilherme II. Tiveram dois filhos:
- Maria Luísa Reuss de Köstritz (9 de janeiro de 1915 - 17 de junho de 1985); casada com Erich Theisen; com descendência.
- Henrique II Reuss de Köstritz (24 de novembro de 1916 - 24 de dezembro de 1993); sem descendência.

## Últimos anos
Vitória Margarida acabou por divorciar-se de Henrique em 1922. No ano seguinte adoeceu com gripe espanhola e morreu pouco depois. O seu marido voltou a casar-se em 1929 com Allene Tew Burchard, uma viúva americana.